# Ampelomyces quisqualis
Ampelomyces quisqualis is een natuurlijk voorkomende schimmel. Het is een hyperparasiet van echte meeldauw en wordt gebruikt voor de biologische bestrijding daarvan op druiventeelten. Het infecteert en vormt pycnidiën in de schimmeldraden en  conidiën van schimmels uit de familie Erysiphaceae. Dit remt de groei en kan leiden tot het afsterven van de meeldauwkolonie.
De naam Ampelomyces quisqualis werd gegeven door Vincenzo de Cesati in 1852. Anton de Bary noemde de schimmel Cicinnobolus cesatii in 1870. Chester W. Emmons beschreef uitgebreid het antagonisme van de schimmel ten opzichte van echte meeldauw in 1930.
Ampelomyces quisqualis is in de Europese Unie toegelaten als schimmelbestrijdingsmiddel sedert 1 april 2005. Het commercieel verkrijgbaar product, AQ10 bevat de stam A. quisqualis AQ10, die wordt bekomen door fermentatie in een vloeibaar groeimedium. AQ10 wordt verkocht door Intrachem (oorspronkelijk door Ecogen Inc.).